# Maison Nokin
La maison Nokin ou maison de la Fondation Bolly-Charlier ou encore autrefois maison Juvénal est un immeuble classé du centre historique de la ville belge de Huy (province de Liège).

## Situation
L'immeuble se situe au no 6 de la place Verte de Huy, entre l'hôtel de ville.
et de l'ancienne église Saint-Mengold.

## Histoire
Cette maison a été construite au début du XVIe siècle dans un style gothico-renaissance sur base d'un bâtiment vraisemblablement réalisé au cours du XIIIe siècle. Elle est restaurée en 1980.

## Odonymie
Autrefois, l'immeuble s'appelait la maison Juvénal. Elle prend le nom de maison Nokin quand l’ancien boxeur Albert Nokin (1901-1977) y tient un estaminet. L'immeuble est actuellement occupé par la Fondation Bolly-Charlier, créée en 1979, et qui a pour objectif de soutenir les artistes en organisant des expositions d’art plastique dans la galerie Juvénal

## Description
L'immeuble se compose de trois volumes contigus bâtis en pierre calcaire : 
- à gauche, un imposant volume ou aile gauche s'avançant davantage sur la place Verte avec le pignon sud vers la rue Saint-Mengold.
- au centre, une tourelle d'angle,
- à droite et en retrait derrière une cour grillagée, l'entrée principale ou aile droite.

L'aile gauche est la plus massive et compte deux niveaux et demi. Le mur donnant sur la place Verte est presque aveugle. Seules deux petites baies rectangulaires subsistent sous la corniche. On remarque au premier étage trois grands encadrements avec arcs brisés comblés. Sur le mur donnant sur la cour, la baie du rez-de-chaussée possède aussi un linteau en accolade renforcé par des ancres. Le pignon situé sur la rue Saint-Mengold compte, entre autres, deux baies à meneaux et traverses en pierre de taille. Celle de gauche a été comblée. Six petites baies rectangulaires sont placées sur la partie supérieure de ce pignon. Les deux mètres inférieurs de l'angle de cette aile sont arrondis, ce qui devait améliorer le passage charretier étroit à cet angle de rue.
La tourelle d'angle est élevée sur un plan semi-hexagonal avec chaînages d'angle. Elle équivaut à un quart de cercle et compte deux niveaux (un étage). La porte d'entrée cintrée est placée au-dessus d'un petit perron de trois marches. Quatre petites baies rectangulaires correspondent à l'implantation de l'escalier intérieur.
L'aile droite haute de deux niveaux (un étage) possède une porte d'entrée cintrée assez similaire à celle de la tourelle et deux baies avec linteaux en accolade. La baie de l'étage a conservé ses meneaux et traverses en pierre de taille et les linteaux en accolade sont ornés aux extrémités de sculptures représentant de petites figurines.

## Galerie

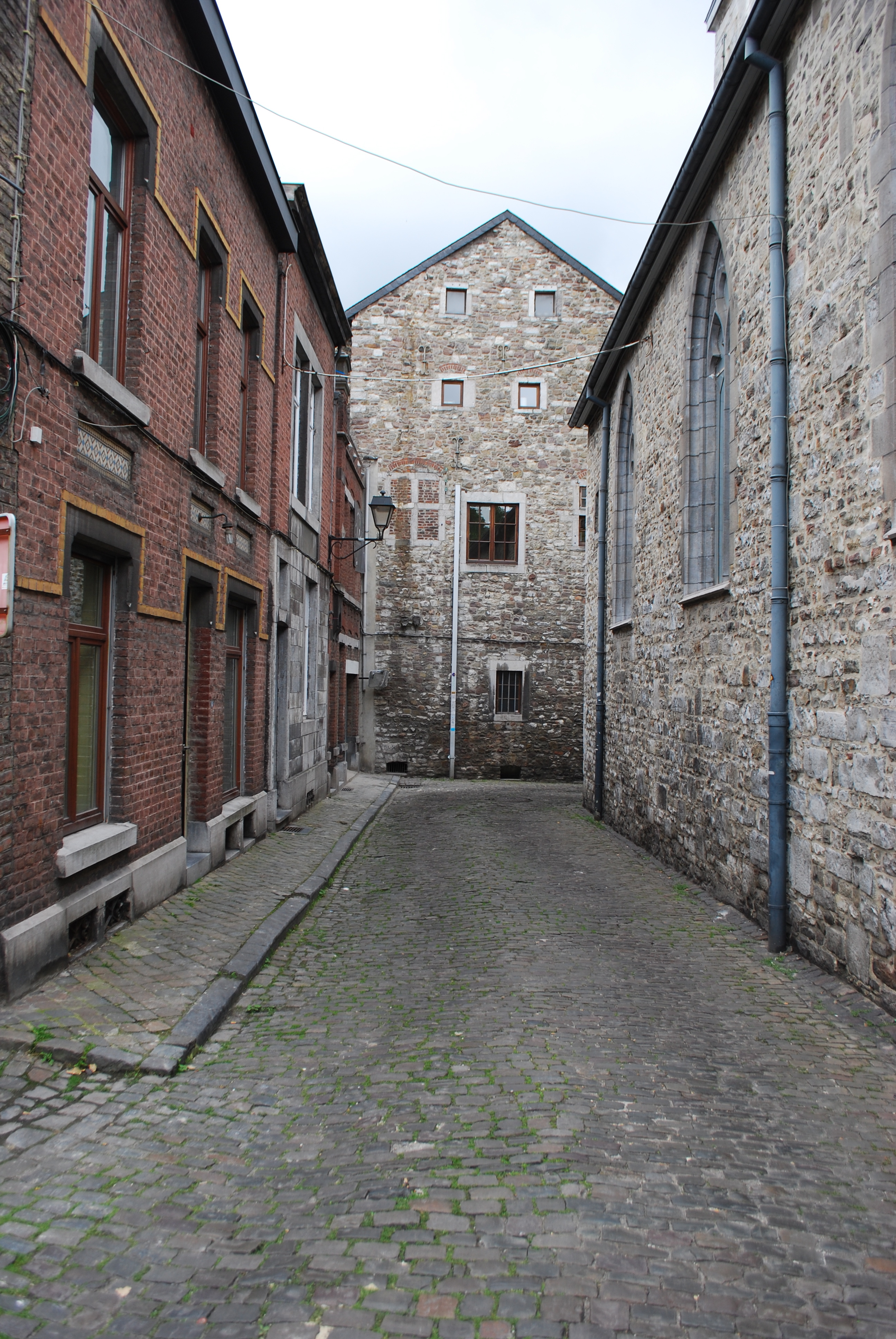
Au centre, pignon sud de l'aile gauche depuis la rue Saint-Mengold
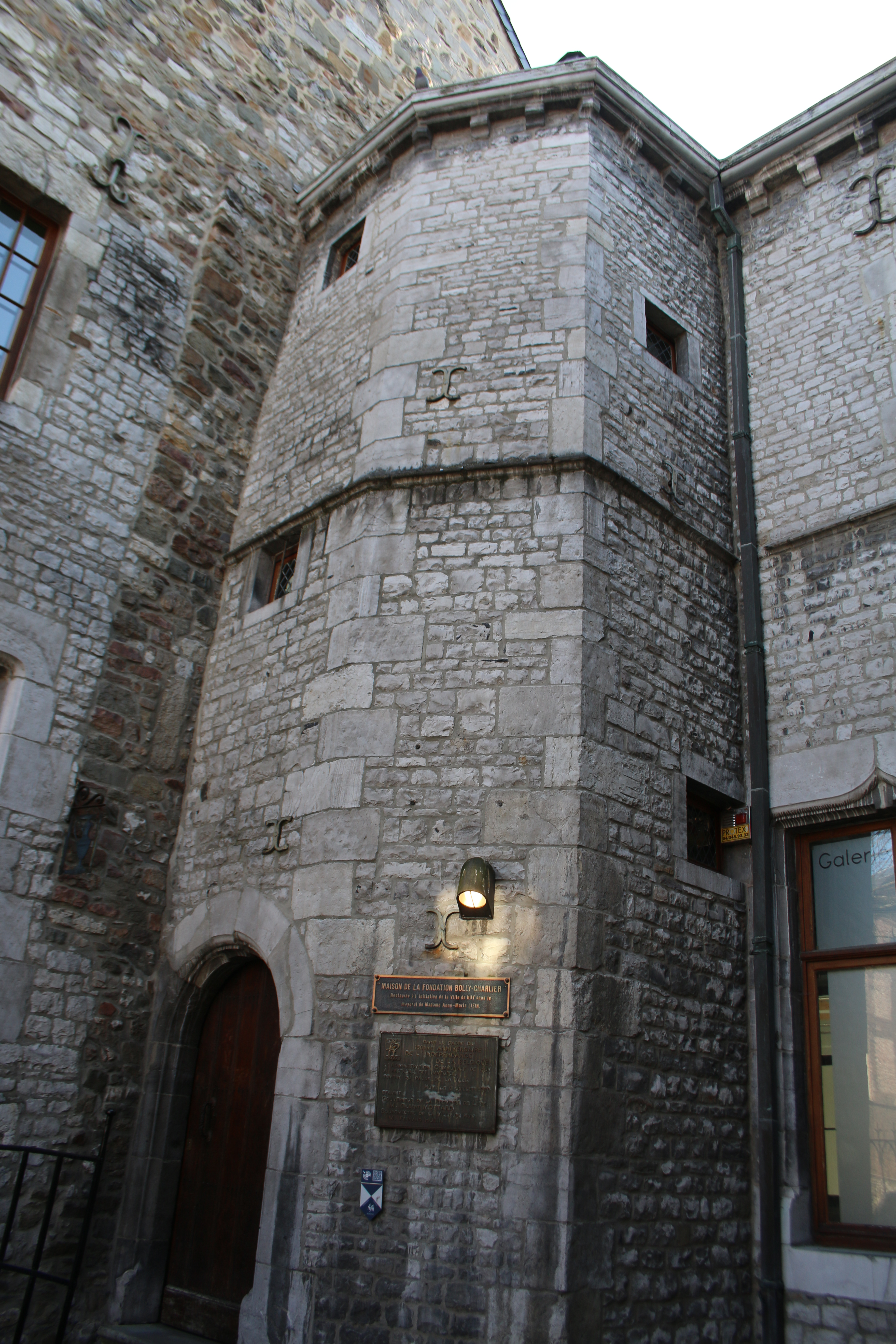
Tourelle d'angle
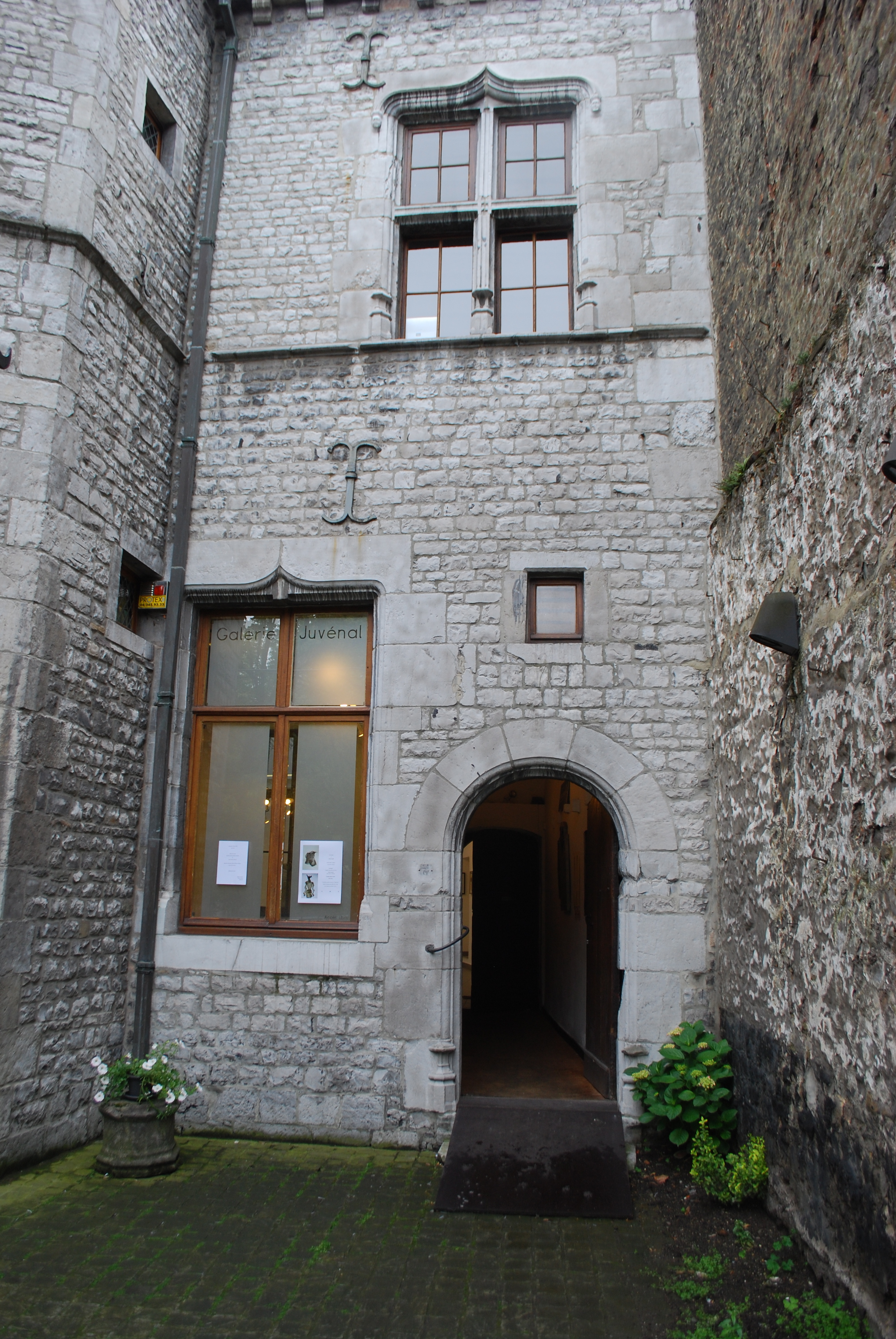
Aile droite